# Het zwarte licht
Het zwarte licht - Kleine roman is een roman van Harry Mulisch uit oktober 1956. In 1957 kreeg Mulisch de Bijenkorf-literatuurprijs voor deze roman. Het werd vertaald in het Duits (1962) en in het Pools (1976).

## Samenvatting
Het verhaal is geschreven te Haarlem in 1953-1955, blijkens de dagtekening aan het eind. De roman beschrijft de verjaardag van de hoofdpersoon Maurits (ook wel: "Maup") Akelei, toevallig op dezelfde dag dat het einde der tijden zou moeten zijn, omdat daar de "voorspellingen" die zouden zijn aangetroffen in de "Grote Pyramide" ophouden: 20 augustus 1953. Om zijn verjaardag te vieren nodigt Akelei 's ochtends naast zijn studievriend (A)lex Ketelaar, ook zijn werkgever dominee Meindert Splijtstra en dokter Pollaards uit.  In het verhaal wordt door het personage Mevrouw Henkes, Akeleis hospita, terloops gesteld dat wie die dag jarig is, "uitverkoren" of "verdoemd" moet zijn. Akelei meent dat het "wel weer allebei" zal zijn.
's Middags speelt Akelei hoog in de plaatselijke (gotische) kerktoren, waar hij beiaardier is. De mensen op straat verstijven door zijn wonderlijke spel, en men kan alleen nog maar naar boven, richting toren kijken.
's Avonds ontspoort het feest volledig als de vrouw van de dokter (Marianne Pollaards), in plaats van haar man, onaangekondigd langskomt. Dit laatste tot schrik van Akeleis hospita mevrouw Henkes. De door Ketelaar meegebrachte Pernod zorgt ervoor dat de dove dominee wegdommelt. Voordat hij in slaap valt moet hij eerst allerlei godslasteringen aanhoren. Ketelaar, die ook dronken is, ontkleedt zich en gebruikt een verbrande kurk om met roet tatoeages op zichzelf aan te brengen. Vervolgens werpt hij zich op mevrouw Pollaards. Akelei ziet het afwezig aan en vervalt in hallucinante dromen. Ketelaar vertelt waarom Akelei zo eenzaam is.
23 jaar eerder, op een feest van een studentenvereniging, verloor Akelei zijn geliefde Marjolein. Ze is vreemdgegaan met een 'echte neger' tijdens gevechten op het feest en heeft zich die avond verdronken 'omdat ze geen spijt of wroeging had,' aldus Ketelaar.
Akelei wordt uiteindelijk gelokt door het zwarte licht van de zon, en gaat het dak op. Aan de horizon ziet hij een rode zon, de aankondiging van het einde der tijden. Hij sluit zich aan bij de massa op straat, die prevelend richting de rode zon schuifelt.

## Achtergrond
In de jaren vijftig van de 20e eeuw geloofden sommigen enige tijd in de occulte en esoterische aankondigingen, onder meer door de Britse doemprediker Hector Cox, dat de wereld zou vergaan op 20 augustus 1953.
Deze vermeende Dag des oordeels zou zijn afgeleid uit "voorspellende" teksten gevonden in de Grote Piramide van Gizeh, die op die datum zouden ophouden.  Mulisch verklaart daarbij niet of daar dan ook de hedendaagse jaartelling en kalender was voorspeld, maar gebruikte dit gegeven van die zogenaamd op die datum ophoudende voorspellingen. voor zijn novelle Het zwarte licht - Kleine roman. 
In de romans van Mulisch staat de mythe centraal. Hij had de psychologische roman uitgebannen en wilde schrijven vanuit de mythe. In Het zwarte licht gaat Mulisch uit van het gegeven dat de wereld wel degelijk vergaat in 1953. Het wordt in het boek ook niet goed duidelijk of nu alleen de wereld van Akelei vergaat of de hele wereld. Mulisch vermengt in zijn verhalen sporen van de Bijbelse Apocalyps en de alchemie.

## Symboliek
Het einde van de relatie tussen Marjolein en Akelei kan gezien worden als een verwijzing naar de Orpheus-mythe, die vaker terugkeert in het werk van Mulisch (bijvoorbeeld Twee vrouwen). Akelei is een ranonkelachtig kruid dat naar verluidt helpt een verloren liefde terug te brengen, en dat het 'kruid van de leeuw' genoemd wordt, het sterrenbeeld van Akelei (en van Mulisch). Marjolein is een naam van een kruid.
De alchemie speelt ook een rol. Zo is negrido (de zwarting) een van de stadia binnen het alchemistische proces. De overgang van negrido naar rubido (rood) is een van de stadia in de drie levensfases. In het boek komt dat terug in de overgang van het zwarte licht (de dode zon) naar de bloedrode maan. Zwart speelt uiteraard een grote rol in de novelle: 'het zwarte licht', 'de neger', 'de zwarte klok' , 'het verhaal over de zwarte japon', 'de discussie over zwart', 'de zwarte vogels'. Ook de bloedrode maan (het vrouwelijke) en de zwarte zon (het mannelijke) zijn alchemistische symbolen.
Mulisch transformeert de traumatische ervaring van Akelei die zijn vriendin verliest aan een zwarte man tot een mythische ervaring als Akelei drieëntwintig jaar later zijn wereld ziet ondergaan op de dag des oordeels. Dit sluit aan op het motief van de liefde die leidt tot vernietiging, een bekend thema in het werk van Mulisch. Het vreemdgaan van Marjolein leidt tot haar dood, en uiteindelijk drieëntwintig jaar later tot de dood van Akelei.

## Verwijzingen
- "De slapenden zijn medescheppend en medewerkzaam aan wat in de wereld geschiedt" - Heraclitus.
- "Quid sum miser tunc dicturus?" ("Wat helpt dan mijn zielig klagen?") Dies irae
- "Quum vix justus sit securus" Dies Irae van Ambrose Bierce (1910)